# 油による汚染損害の補償のための国際基金の設立に関する国際条約
1992年に締結された油による汚染損害の補償のための国際基金の設立に関する国際条約（あぶらによるおせんそんがいのほしょうのためのこくさいききんのせつりつにかんするこくさいじょうやく、英語: International Convention on the Establishment of an International Fund for Compensation for Oil Pollution Damage, 1992、FC条約・1992FC・国際基金条約）は、国際海事機関によって管理されている国際海事条約である。

## 概要
不測の事態による不当な賠償責任から船主を解放するとともに、一部の加盟国が低すぎると考えていた賠償責任の上限を撤廃することを目的として、当初の1969年に制定された油濁民事責任条約及び1971年に締結された国際基金条約を発展・強化させたものである。
船主の法的責任を上回る巨額の損害賠償額が発生した場合、法的責任を負う船主がいない場合、または船主に支払い能力がない場合、基金は汚染の被害者に対する支払う義務が生じる。また、船が国際条約を完全に遵守しており、故意の不正行為が流出の原因となっていない場合には、基金は「船主またはその保険者を補償する」ことが義務付けられている。
本1992年条約は2006年5月30日に発効した。 2018年11月現在、全世界の商船総トン数の95％を所管する、115カ国が批准している。一方で、ボリビア・北朝鮮・ホンジュラス・レバノン、 そして内陸国であるものの便宜置籍船に使われるモンゴルは、条約を批准していない。